# Tito Quinzio Flaminino
Tito Quinzio Flaminino (in latino Titus Quinctius Flamininus; 229 a.C. – 174 a.C.) è stato un militare e politico romano appartenente alla gens Quintia.

## Biografia

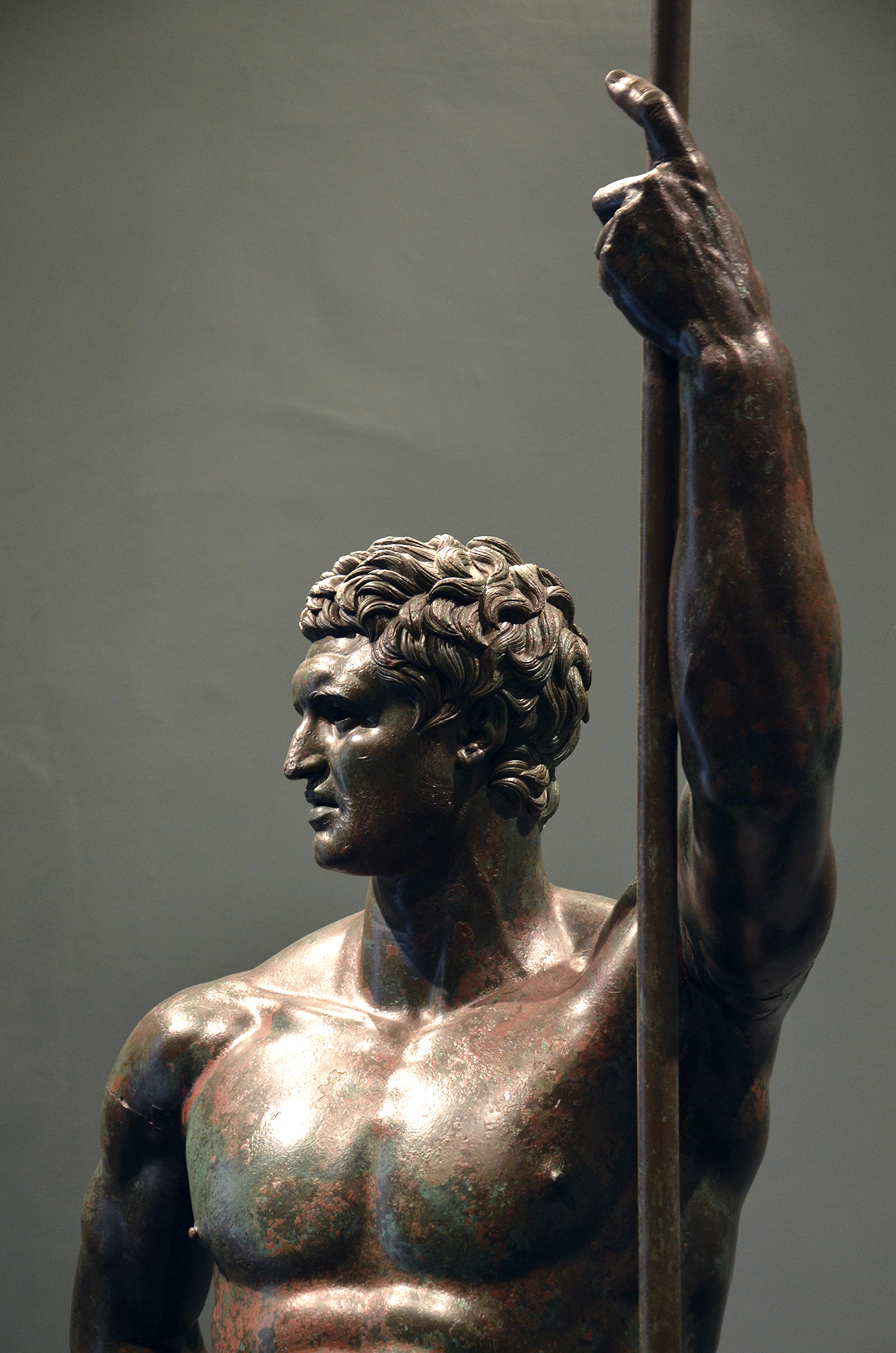
Statua del cosiddetto 'principe ellenistico' (II secolo a.C.), possibile raffigurazione idealizzata di Tito Quinzio Flaminino (Roma, Museo nazionale romano - Palazzo Massimo alle Terme). L'identificazione è stata avanzata dagli archeologi Jean-Charles Balty (1978) e Jean-François Croz (2002).

### Inizi della carriera politica
Tito Quinzio Flaminino nacque verosimilmente intorno al 229 a.C., perché, come riportato da Tito Livio, quando presenziò i giochi istmici nel 196 a.C. aveva 33 anni . Combatté nella guerra annibalica sotto Marco Claudio Marcello e nel 205 a.C. fu propretore a Taranto; viene menzionato per la prima volta nel 201 a.C. quando fu uno dei dieci commissari nominati per la misurazione e la distribuzione di terre pubbliche nel Sannio ed in Apulia; le terre furono date ai veterani che avevano combattuto sotto Publio Cornelio Scipione Africano in Africa contro i Cartaginesi. L'anno successivo fu uno dei triumviri incaricati di completare il numero di coloni a Venusia, numero che si era fortemente ridotto durante la guerra annibalica. Nel 199 a.C. fu questore e verso la fine del suo mandato si candidò per il consolato. Come raccontato da Livio, due tribuni della plebe, Marco Fulvio e Manio Curio, si opposero pubblicamente alla sua candidatura, perché avrebbe dovuto seguire il tradizionale cursus honorum e ricoprire le cariche di edile e di pretore, prima di puntare al consolato. Alla fine il Senato deliberò di accettare la candidatura di Flaminino, dato che aveva già raggiunto l'età legittima di trenta anni. I due tribuni rinunciarono alla loro battaglia e così Flaminino fu eletto console per l'anno 198 a.C. con Sesto Elio Peto Catone.

### Consolato e guerra contro Filippo V di Macedonia
A soli trent'anni fu eletto console nel 198 a.C. con Sesto Elio Peto Catone. Al momento della scelta delle province, a Flaminino toccò la Macedonia. Con il consenso del Senato, costituì un'armata con 8000 fanti e 800 cavalieri che si aggiunse a quella già pronta per affrontare Filippo V di Macedonia; gli uomini furono scelti fra quelli che si erano distinti nelle recenti guerre in Africa e in Spagna.
Rimase a Roma lo stretto necessario per delle cerimonie religiose pubbliche, poiché era necessario ingraziarsi gli dèi prima della spedizione. Compiuti i riti, Flaminino si diresse immediatamente verso la Macedonia, rompendo la tradizione che voleva che i consoli rimanessero a Roma per i primissimi mesi del loro mandato. Navigò con i rinforzi appena arruolati da Brundisium fino a Corcira, dove li lasciò accampare, mentre lui sbarcava in Epiro e raggiungeva in tutta fretta il campo dell'esercito romano già presente in Grecia. Licenziò immediatamente i suoi predecessori, attese pochi giorni l'arrivo dei rinforzi lasciati a Corcira ed immediatamente radunò il suo stato maggiore per decidere quale fosse la strada migliore da seguire per invadere la 
Macedonia.
Fin dall'inizio dimostrò grande ardimento e coraggio, perché, contrariamente da quanto proposto dai suoi luogotenenti più accorti, decise di dirigersi verso la strada più breve, che passava per il passo di Antigoneia, passo ben difeso dal nemico, invece di scegliere la strada più lunga che lo aggirava. Fondava le sue speranze anche sull'assistenza della fazione filo-romana presente in Epiro, il cui leader era Carope e al tempo stesso, con una marcia rapida verso la Macedonia, riteneva che molte città greche, ancora indecise con chi allearsi, si sarebbero legate a Roma, abbandonando Filippo.
Per quaranta giorni fronteggiò il nemico macedone, senza aver una buona possibilità di attaccare favorevolmente Filippo; anzi al contrario il re macedone, vista la situazione di stallo, stava pensando di chiedere ai Romani un trattato di pace a lui favorevole, anche tramite la mediazione degli Epiroti. In effetti vi furono alcuni contatti preliminari, ma Flaminino pose subito la richiesta che tutte le città della Grecia e della Tessaglia fossero liberate prima di iniziare qualsiasi trattativa.
Prima di ricevere una risposta da parte macedone, Flaminino fu informato da Carope dell'esistenza di un passaggio tra i monti che potesse condurre truppe alle spalle dei Macedoni. Questo passo non era presidiato da forze nemiche o perché non conosciuto da Filippo e dai suoi o perché erano sicuri che i Romani non lo avrebbero mai usato. Dopo aver inviato una guida pratica dei luoghi, che verificò l'assenza di reparti macedoni, Flaminino decise di inviare anche 4.300 uomini armati con la guida, i quali alcuni giorni più tardi si presentarono alle spalle della armata macedone.
Dopo una breve e sterile difesa, i Macedoni, presi dal terrore e dalla costernazione di trovarsi attaccati da due lati, fuggirono velocemente verso la Tessaglia ed abbandonarono il passo, dopo aver perso 2.000 uomini ed il campo, caduto immediatamente in mani romane. Come conseguenza immediata, tutto l'Epiro si sottomise spontaneamente a Flaminino, il quale trattò i vecchi avversari con clemenza e liberò i prigionieri, perché la sua intenzione era di essere sempre presente quando una città o una regione si liberava dal giogo macedone, così da presentarsi come il restauratore della libertà greca.

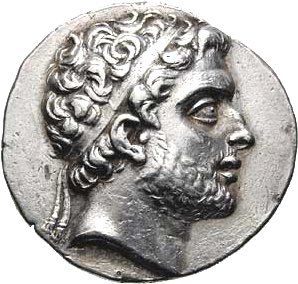
Filippo V di Macedonia

A questo punto l'armata romana, comandata dal console Flaminino, marciò attraverso i passi montani e raggiunse la Tessaglia, dove Filippo aveva fatto razziare le campagne e distruggere molte città, così da fare terra bruciata davanti ai Romani. La prima città tessala raggiunta da Flaminino e che gli resistette fu Faloria, che fu conquistata dopo una strenua resistenza della guarnigione macedone e fu ridotta in cenere, anche come avvertimento per tutte le altre città che avessero deciso di combattere apertamente i Romani . Ma nonostante la severità vista a Faloria, non vi furono sollevazioni nelle altre città della Tessaglia, dove erano asserragliate consistenti guarnigioni macedoni, che potevano ricevere facilmente rinforzi da Tempes, dove stazionava l'armata di Filippo.
Conquistata e distrutta la prima città della Tessaglia, Flaminino pose l'assedio a Carace, ma nonostante i grandi sforzi profusi dai Romani e qualche parziale successo, Flaminino fu costretto a toglierlo dalla eroica difesa dei suoi abitanti. Dopo aver devastato e saccheggiato il territorio, Flaminino marciò verso la Focide, dove parecchie città anche marittime gli aprirono le porte, permettendogli di comunicare con la flotta romana sotto il comando di suo fratello Lucio. Solo Elateia, la principale città della regione e fornita di robuste fortificazioni, si oppose strenuamente a Flaminino e per un breve periodo riuscì a fermare la sua avanzata.
Mentre Tito era ancora impegnato in queste operazioni, suo fratello Lucio, su sua richiesta, riuscì a stringere una alleanza con la Lega achea, sfruttando il fatto che Aristeneto, stratego della lega, era ben disposto verso Roma. In ogni caso le città di Megalopoli, Dyme ed Argo rimasero fedeli a Filippo.
Dopo aver conquistato Elateia, Flaminino fece svernare il suo esercito tra la Focide e la Locride; ma dopo breve tempo scoppiò una rivolta ad Opus e la guarnigione macedone dovette ritirarsi nella acropoli della città. Una parte della popolazione era favorevole ai Romani e voleva chiamarli in aiuto per difendere la città contro eventuali assalti nemici, mentre un'altra parte preferiva rivolgersi alla lega etolica. Anche se per primi giunsero i rappresentanti della lega, le porte della città si aprirono solo per Flaminino, che riuscì a prenderne il pieno possesso. Questo fu il primo atto che portò alla rivalità tra la lega etolica e Roma, che ebbe un peso determinante nelle faccende greche degli anni successivi. La guarnigione macedone rimase asserragliata nell'acropoli e Flaminino preferì non attaccare, anche perché il re macedone aveva iniziato ad avviare trattative di pace. Flaminino accettò le proposte, ma con il solo scopo di diventare agli occhi di tutti i greci come l'unico arbitro della situazione, il solo che potesse decidere sulla pace o sulla guerra. Fu deciso di tenere un congresso nelle vicinanze di Nicea, sul golfo, che durò tre giorni; Flaminino e i suoi alleati, tra i quali in quel momento vi era anche la lega etolica che si distinse per le numerose invettive contro Filippo, presente al congresso, presentarono una lunga lista di richieste per il trattato di pace, ma la prima e più importante richiesta era che Filippo ritirasse tutte le sue guarnigioni dalle città greche. L'opinione degli alleati greci dei Romani era quella di rompere senza indugi i colloqui se il re macedone non avesse accettato subito e senza tentennamenti il ritiro, ma Flaminino agì con grande diplomazia e riuscì a rimandare tale decisione, in modo tale da attendere gli avvenimenti successivi ed anche di ricevere nuovi rinforzi dall'Italia. Al termine dei colloqui fu stabilita una tregua di due mesi e si decise di inviare a Roma ambasciatori di entrambe le parti per altri colloqui diretti, a condizione, però, che Filippo abbandonasse tutte le città della Focide e della Locride ancora nelle sue mani.
Al loro arrivo a Roma gli ambasciatori dei greci si comportarono come concordato con il console: dichiararono che la Grecia non poteva considerarsi libera finché Demetriade, Calcide e Corinto non fossero state lasciate dalle guarnigioni macedoni; che la continuazione della guerra era inevitabile se Filippo non avesse ottemperato alle richieste fatte a Nicea ed, inoltre, ora era il momento migliore per costringere Filippo ad accettare tutte queste richieste, viste le sue difficoltà. Successivamente, quando furono presenti anche gli ambasciatori macedoni, fu chiesto loro se il loro re avesse intenzione di liberare le tre città menzionate, ma gli ambasciatori risposero che non avevano istruzioni in merito. Il Senato li congedò e li informò che da quel momento per il prosieguo delle trattative avrebbero dovuto riferirsi al solo Flaminino, al quale fu concesso il pieno potere a tempo indeterminato sia per addivenire ad una pace o, se lo avesse ritenuto necessario, per continuare la guerra.
Appena ricevuta la riconferma della sua nomina come plenipotenziario, Flaminino si premurò di far sapere a Filippo che se avesse voluto continuare i negoziati, avrebbe dovuto prima abbandonare tutte le roccaforti occupate in territorio greco. Con uno scatto d'orgoglio, al contrario Filippo decise di affidarsi alle fortune della guerra, piuttosto che sottostare all'ultimatum romano; in ogni caso il re macedone era ben consapevole della inferiorità numerica del suo esercito rispetto a quello greco e romano e cercò di formare una alleanza con Nabide, il tiranno di Sparta. Quest'ultimo decise di approfittare della situazione che si era creata in Grecia ed occupò la città di Argo e, subito dopo, invitò Flaminino proprio ad Argo per una conferenza, dove venne con tempestività firmato un trattato tra Flaminino stesso e Sparta; secondo i termini del trattato, Sparta concedeva truppe ausiliarie ai Romani per continuare la guerra contro Filippo e si impegnavano a rispettare le altre città della Lega achea. Flaminino, ancora impegnato contro Filippo, per il momento doveva accettare il fatto compiuto della occupazione di Argo, anche se nel trattato non si menzionava né la città né il suo status futuro.
Appena ricevute le truppe ausiliarie spartane di Nabide, Flaminino decise di marciare su Corinto, difesa da Filocle, amico di Nabide; Flaminino sperava che questi seguisse l'esempio dello spartano e che gli aprisse le porte della città, ma le sue aspettative fallirono. A questo punto, piuttosto che tentare un lungo assedio, Flaminino marciò in Beozia, dove le città al suo arrivo decisero di rompere l'alleanza con Filippo e di passare dalla parte Romana. Nonostante questo, molti giovani beoti erano stati arruolati nell'esercito macedone e continuarono a servire la causa di Filippo anche dopo il cambio di alleanza delle loro città, combattendo nelle file macedoni fino alla fine della guerra. A questo punto gli unici alleati che rimanevano fedeli a Filippo furono gli Acarnani.

### Seconda fase della guerra contro Filippo

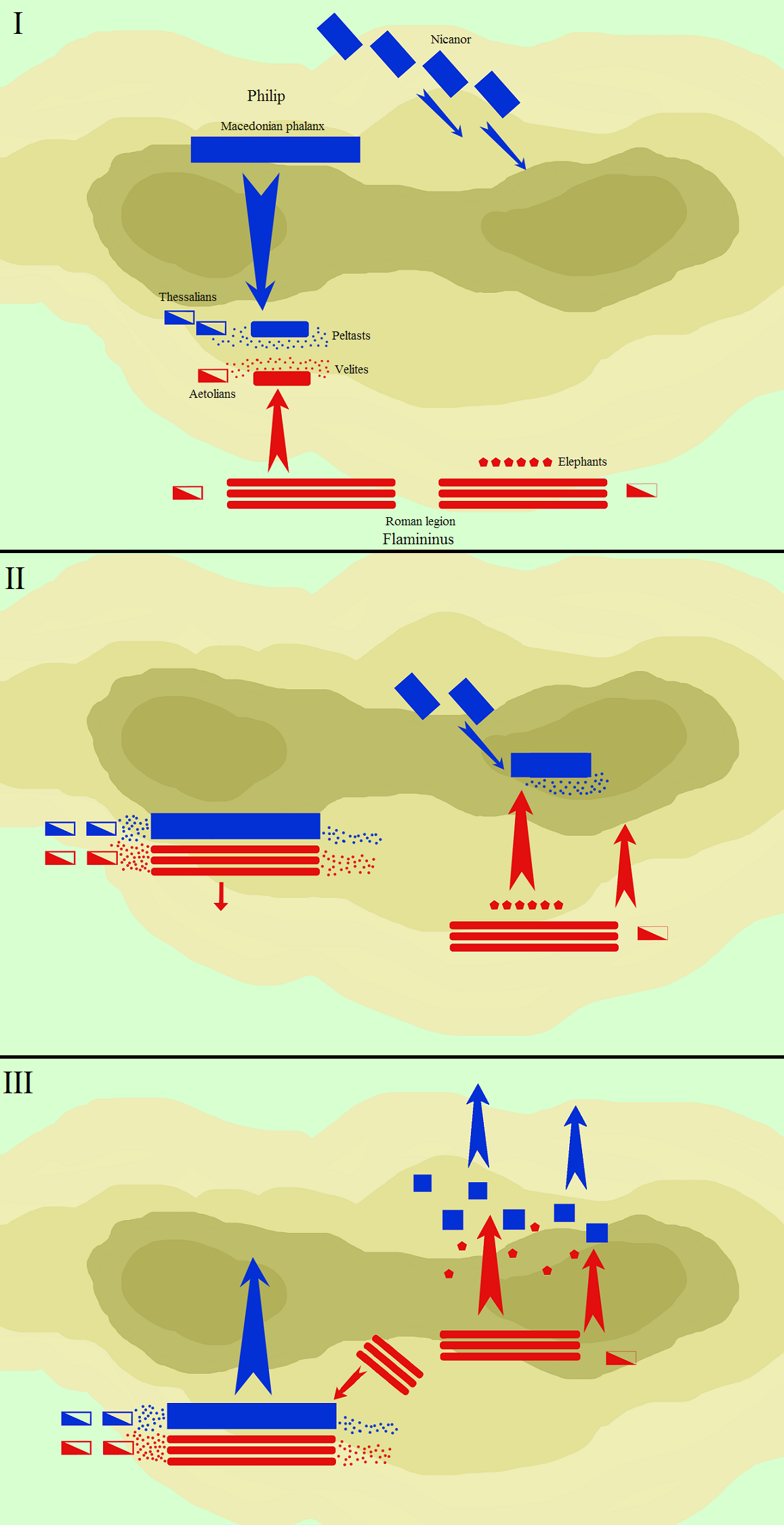
Le tre fasi della battaglia di Cinocefale.

Nella primavera del 197 a.C. Flaminino con l'esercito, rafforzato dagli ausiliari spartani, della Lega achea e di altre città, lasciò gli accampamenti invernali per iniziare la seconda campagna contro Filippo. Presso le Termopili un grosso contingente della lega etolica si unì all'esercito alleato.
Anche Filippo, alla testa della sua armata, che aveva una forza equivalente a quella Romana, iniziò velocemente la sua marcia verso il sud, ansioso di affrontare il nemico alla prima occasione propizia. Vi fu una prima schermaglia tra le due cavallerie nei pressi di Fere, dove i Romani ebbero il sopravvento; in seguito entrambi gli eserciti si diressero verso Farsalo e Scotussa. Lo scontro decisivo, dove in poche ore l'esercito macedone fu definitivamente sconfitto, avvenne nei pressi di una catena di colline, chiamate Cinocefale (in greco: teste di cane). Oltre 8.000 macedoni trovarono la morte sul campo di battaglia e 5.000 furono catturati, mentre i Romani e gli alleati ebbero solo 700 morti. In conseguenza della strepitosa vittoria tutte le città della Tessaglia si arresero ai Romani, mentre lo stesso Filippo chiese la pace. Però allo stesso tempo iniziarono i problemi con la lega etolica, le cui truppe in effetti erano state di fondamentale aiuto durante la battaglia; l'onore e l'orgoglio di Flaminino furono feriti dal fatto che i membri della lega si vantavano del fatto che Flaminino avrebbe dovuto ringraziarli per il loro apporto decisivo e tale opinione era condivisa da molti altri greci. Alla fine Flaminino trattò gli etolici con disprezzo ed alterigia; senza minimamente consultarli concesse a Filippo una tregua di quindici giorni ed il permesso di iniziare ad intavolare trattative di pace, ben sapendo che lo scopo della lega etolica era la continuazione della guerra fino alla completa disfatta e distruzione dell'impero macedone. Gli etolici accusarono Flaminino di essersi fatto comprare dal re macedone.
Le divergenze all'interno delle forze vincitrici furono tutte a vantaggio di Filippo: la lega etolica non riuscì ad ottenere i vantaggi che avrebbe dovuto dopo il suo impegno in guerra e Flaminino cercò di concludere una pace immediata con i macedoni sia perché le sue ambizioni erano ormai soddisfatte e poteva ritornare a Roma per celebrare il trionfo, sia perché voleva evitare che Antioco III il Grande potesse sbarcare in Europa e portare aiuto ai macedoni.
Al primo incontro per le trattative di pace Filippo si dimostrò pronto a concluderla in base alle richieste alleate fatte prima della campagna militare e di sottoporre ogni altro punto al Senato Romano; Flaminino fu ben lieto di concedere diversi mesi di tregua e di mandare ambasciatori di ambo le parti a Roma.
Dopo la battaglia di Cinocefale Flaminino aveva liberato tutti i beoti che avevano servito nell'armata macedone e che erano caduti prigionieri, ma, invece di essere grati per questo atto di generosità, si comportarono come se la loro libertà fosse dovuta a Filippo e nominarono come loro beotarca il vecchio comandante delle truppe beote nell'armata macedone. Poco dopo, però, la fazione filoromana presente nella lega beotica riuscì a far assassinare il beotarca, sembra con il beneplacito di Flaminino. Quando tutto questo fu risaputo, esplose una violenta rivolta tra la popolazione della Beozia, stanca anche di avere l'armata Romana stazionata in Elateia, nella Focide. Molti cittadini Romani ed italici che si trovavano in Beozia furono uccisi senza pietà ed i loro corpi furono abbandonati senza sepoltura. Si ritiene che le persone uccise furono ben 500.
Dopo aver chiesto invano riparazioni per questi crimini, Flaminino iniziò a devastare la Beozia, bloccando le città di Coroneia e di Acrefia, nei pressi delle quali si trovavano ancora la maggior parte dei corpi insepolti. Questi accadimenti spaventarono la lega beotica, la quale inviò dei suoi rappresentanti presso il campo di Flaminino per trovare una intesa di pace; Flaminino, però, in principio si rifiutò di riceverli; fu convinto solo dall'insistenza di alcuni membri della Lega achea, che lo persuasero anche a trattarli con clemenza. Alla fine Flaminino concesse la pace in cambio della consegna dei colpevoli degli eccidi e del pagamento di trenta talenti, invece dei cento chiesti in precedenza.
Nella primavera del 196 a.C., poco dopo la conclusione della pace con la lega beotica, arrivarono in Grecia dieci commissari romani con il compito di stabilire, congiuntamente con Flaminino, i nuovi confini ed i nuovi rapporti di forza nel paese; portavano con loro i termini ultimi con cui concludere la pace con Filippo V di Macedonia: questi doveva liberare ogni città greca ancora in suo possesso sia in Europa che in Asia. Ancora una volta la lega etolica si oppose alle condizioni di pace, considerandole troppo miti, anzi avanzando il sospetto presso gli altri greci che i Romani fossero stati corrotti da Filippo.
Flaminino riuscì ad imporre la propria autorità per far accettare immediatamente tutte le condizioni di pace e in breve tempo Corinto fu abbandonata dalla guarnigione macedone e passò sotto il controllo della Lega achea. Nell'estate del 196 a.C. si svolsero proprio a Corinto i Giochi Istmici, che richiamarono in quella città migliaia di persone da ogni parte della Grecia. Flaminino, accompagnato dai dieci commissari, entrò nell'assembla e, al suo comando, un araldo in nome del Senato Romano annunciò la liberazione e l'indipendenza dell'intera Grecia. L'annuncio era completamente inatteso e la gioia ed entusiasmo che ne derivarono furono oltre ogni descrizione: Flaminino fu circondato da una folla, che voleva toccarlo o solo vederlo da vicino, così grande che la vita del generale romano fu in grande pericolo.
Terminati i festeggiamenti, Flaminino e gli altri dieci commissari iniziarono la nuova sistemazione dei territori appena liberati dall'occupazione macedone; in particolare la Tessaglia fu suddivisa in quattro nuovi stati: Magnesia, Perrebia, Dolopia e Tessaliotide. La lega etolica ritornò in possesso di Ambracia, della Focide e della Locride, ma non essendo soddisfatta di quanto ottenuto, chiese dei miglioramenti territoriali al Senato Romano, che girò le richieste a Flaminino; alla fine la lega etolica dovette sottostare alle decisioni del generale Romano, cosa che fece crescere ancora di più la diffidenza verso di lui. La Lega achea ricevette tutti i possedimenti del Peloponneso precedentemente in mano macedone ed anche Atene, città favorita da Flaminino, ebbe incrementi territoriali.

### Guerra contro Nabide

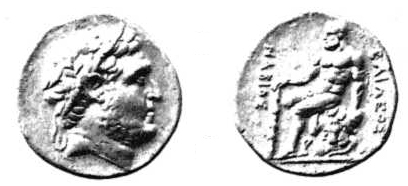
Tetradramma di Nabide di Sparta.

Dopo la vittoria sulla Macedonia la pace non durò a lungo in Grecia, dato che l'alleanza con Nabide, nata per esigenze contingenti durante la campagna contro Filippo, non era apprezzata in Roma. Nella primavera del 195 a.C. il Senato Romano concesse i pieni poteri a Flaminino per agire contro Nabide nel modo in cui gli pareva più opportuno. Come prima cosa convocò a Corinto un concilio di tutte le città greche per deliberare il da farsi; tutti i greci si mostrarono felici della possibilità di liberarsi del tiranno spartano, solo gli Etoli si mostrarono contrari, parlando apertamente contro le interferenze romane in Grecia. In ogni caso la guerra contro Nabide fu decretata e, oltre ai Romani, fornirono truppe la Lega achea, Rodi, Eumene di Pergamo e perfino Filippo V di Macedonia, diventato gioco forza alleato dei Romani.
Attesi i rinforzi degli alleati, Flaminino marciò subito contro Argo, roccaforte spartana difesa da Pitagora, cognato di Nabide. Poiché la guarnigione spartana di Argo aveva una forza notevole e poiché, al contrario di quanto sperato, la popolazione non si era ribellata contro gli spartani, Flaminino decise di non assediare la città, ma si mosse per invadere la Laconia, dove le forze di Nabide erano numericamente inferiori a quelle Romane ed alleate. Nabide fu sconfitto per ben due volte sotto le mura di Sparta, ma nonostante tutto si era ben preparato alla difesa della sua capitale. Flaminino ritenne opportuno non iniziare un lungo assedio alla città, preferendo tagliare le vie di rifornimento del nemico e razziando i territori circostanti.
Con il fondamentale aiuto della flotta, comandata dal fratello Lucio, Flaminino riuscì ad occupare il popoloso e fortificato porto di Gytheio. La caduta inaspettata di questa località convinse Nabide che non poteva più continuare la guerra con speranze di vittoria, per cui iniziò a cercare iniziative di pace. Flaminino, che temeva l'imminente arrivo di un suo successore che avrebbe raccolto i frutti dei suoi successi, era incline a trovare un favorevole accordo di pace, mentre gli alleati, invece, volevano farla finita una volta per tutte con il tiranno spartano. Flaminino riuscì poco alla volta a portare gli alleati dalla sua parte, ma alla fine le condizioni di pace offerte a Nabide furono rifiutate.
Giunto a questo punto Flaminino decise di marciare direttamente contro Sparta e di prenderla d'assalto. Respinto un primo attacco, proprio poco prima che Flaminino lanciasse il secondo e probabilmente decisivo, Nabide chiese nuovamente la pace e questa volta accettò le stesse condizioni che in precedenza aveva rifiutato. Nel frattempo gli abitanti di Argo, saputo delle difficoltà di Sparta e che quindi la locale guarnigione non avrebbe potuto ricevere rinforzi, si ribellarono e cacciarono gli spartani. Flaminino si mosse con rapidità verso Argo, partecipò ai giochi Nemei e proclamò ufficialmente la libertà della città, che tornò a far parte della Lega achea .
Cacciato Nabide da Sparta e tornato a Roma, vi celebrò un grandioso trionfo di tre giorni nel 194 a.C.

### Ritorno in Grecia
Dopo il suo ritorno a Roma e dopo che i Romani avevano lasciato la Grecia, gli Etoli cospirarono contro Roma e cercarono di portare dalla loro parte anche Nabide e Antioco III, re della Siria. Nabide non aspettava altro, desideroso di riconquistare le posizioni perdute; si mosse repentinamente per assediare Gytheio, ora occupata da una guarnigione della Lega achea. Nel 192 a.C. il Senato Romano, che controllava tutto quello che succedeva in Grecia, decise di inviare una flotta sotto il comando di Gaio Atilio ed allo stesso tempo un'ambasciata capitanata da Flaminino, il romano che aveva la maggiore influenza sui greci, per rassicurare gli alleati e mantenere con loro buone relazioni ed inoltre per farsi nuovi alleati.
Flaminino giunse in Grecia prima di Gaio Atilio e mise sull'avviso tutti i greci di non intraprendere nessuna operazione militare fino a ché non fosse giunta la flotta romana. Ma visto che la situazione della assediata Gytheio stava diventando sempre più drammatica, fu decretata la guerra contro Nabide. Filopemene, comandante dell'armata della Lega achea, avanzò velocemente e proprio mentre stava per assestare il colpo definitivo al tiranno spartano fu fermato da Flaminino, il quale aveva il duplice scopo di salvare Nabide, così che la Lega achea non diventasse la potenza egemone greca, e di riscattarsi agli occhi dei greci, perché le condizioni della precedente pace con Nabide non erano state gradite. A Flaminino furono dati pieni poteri e obbligò Filopemene a concludere una tregua con Nabide.
Il nuovo pericolo ora era dato da Antioco III, che si preparava ad invadere la Grecia; Flaminino, con molte promesse, riuscì a portare Filippo e la Macedonia dalla parte romana in vista della guerra imminente.

## Ritorno a Roma
Nel 190 a.C. Flaminino ritornò a Roma e fu eletto censore per l'anno successivo con Marco Claudio Marcello.
Venne inviato come ambasciatore presso Prusia I re di Bitinia nel 183 a.C., per ottenere la consegna di Annibale, che però nel frattempo si avvelenò.
Morì nel 174 a.C. o poco prima, poiché in tale anno si celebrarono giochi funebri in suo onore.